# 양승민
양승민(1972년 5월 19일 ~ )은 대한민국의 의사이며, 에스신경외과의 원장이자 신경외과 전문의이다.

## 경력
- 2005년 5월 ~ 2007년 4월 : 강남차병원 만성통증센터 신경외과 교수
- 2007년 4월 ~ 2008년 2월 : 우리병원 신경외과 과장
- 2008년 3월 ~ 현재 : 에스신경외과 원장

## 방송 출연
- SBS 《SBS 생활경제》 - 인터뷰 출연
- SBS 《좋은 아침》 - 자문의 패널
- KBS2 《생방송 오늘》 - 인터뷰 출연
- MBC 《기분 좋은 날》 - 자문의 패널
- 메디컬TV 《충전! 행복플러스》 - 자문의 패널